# USS Birmingham (CL-62)
Lo USS Birmingham (codice e numero d'identificazione CL-62) è stato un incrociatore leggero della United States Navy, appartenente alla classe Cleveland e così nominato dall'omonima città nello Stato dell'Alabama. La sua costruzione fu ordinata nel luglio 1940 ed entrò in servizio alla fine del gennaio 1943.
Dopo una lunga messa a punto, si unì alle forze navali alleate operanti nel teatro del Mediterraneo e fece parte della vasta flotta che condusse lo sbarco in Sicilia (9 luglio 1943), rimanendo nella zona fin verso la fine del mese. Tornato negli Stati Uniti, fu trasferito sul fronte dell'Oceano Pacifico e fu inviato nelle isole Salomone, dove giunse nel mese di novembre: pochi giorni dopo fu severamente danneggiato nel corso di un attacco aereo giapponese e rimase in riparazione sino al febbraio 1944, quindi trascorse alcuni mesi in esercitazioni varie; fu quindi aggregato alla Quinta Flotta, incaricata di occupare le isole di Saipan, Tinian e Guam nelle Marianne: l'incrociatore rimase nel settore sino al 1º agosto, fornendo fuoco di copertura o d'appoggio alle divisioni sbarcate, venendo colpito solo di striscio. Dall'inizio di settembre scortò la flotta di portaerei veloci d'attacco in una serie di incursioni sulle isole Palau, sulle Filippine (presso le quali contribuì alla distruzione di un convoglio costiero giapponese) e infine sull'Isola di Formosa. Nella seconda metà d'ottobre 1944 rimase a difesa delle portaerei, impegnate nel supporto all'invasione delle Filippine e agli attacchi alle squadre giapponesi che convergevano sull'arcipelago; tuttavia il 24 ottobre rimase coinvolto nell'esplosione della portaerei leggera USS Princeton, danneggiata da un velivolo nipponico e cui si era affiancato per prestarle soccorso. I danni riportati e le vittime sofferte (più di 650 tra morti e feriti) costrinsero il Birmingham a rimanere nei cantieri statunitensi sino al gennaio 1945.
Tra la fine di febbraio e i primi del marzo 1945 partecipò alla battaglia di Iwo Jima, quindi fu unito all'imponente flotta radunata dagli Stati Uniti per conquistare l'isola di Okinawa. Dagli ultimi giorni di marzo operò quindi nelle acque dell'isola in appoggio alle divisioni a terra, impegnate in un'estenuante battaglia. Il 4 maggio, durante un'operazione Kikusui, fu colpito da un kamikaze che perforò addirittura lo scafo, infliggendo danni gravi che forzarono la nave a tornare negli Stati Uniti. Il raddobbo durò sino ad agosto e quando il Birmingham riprese il mare, l'Impero giapponese si era già arreso. Nell'immediato dopoguerra prestò servizio come nave ammiraglia delle forze navali statunitensi in Australia, per poi essere integrato nella Flotta di riserva di San Diego e infine nella riserva strategica della marina (gennaio 1947). Fu eliminato dai registri all'inizio del 1959 e venduto nel mese di ottobre per essere demolito.

## Caratteristiche
L'incrociatore leggero Birmingham faceva parte della moderna classe Cleveland. Presentava una lunghezza fuori tutto di 188,46 metri, una larghezza massima di 21,16 metri e un pescaggio massimo di 6,35 metri. Il dislocamento a vuoto era pari a 11.744 tonnellate, mentre la stazza a pieno carico arrivava a 14.131 tonnellate. Una seconda fonte si trova in disaccordo e riporta un peso a vuoto di 9.800 tonnellate e una stazza lorda di 13.887 tonnellate.
L'incrociatore era stato equipaggiato con un apparato motore composto da quattro caldaie Babcock & Wilcox da 634 psi, accoppiate a quattro turbine a ingranaggi a vapore General Electric; ogni turbina dava potenza a un albero motore dotato di elica e veniva erogato un totale di 100 000 shp, che permetteva una velocità massima di 32,5 nodi (poco più di 60 km/h). L'autonomia massima era di 11 000 miglia alla velocità di 15 nodi.
L'armamento principale constava di dodici cannoni 6in/47 Mark 16 da 152 mm lunghi 47 calibri (L/47), distribuiti in quattro torri trinate, due a prua e due a poppa sovrapposte; inoltre attorno alla sovrastruttura erano stati installate sei torri, ciascuna equipaggiata con una coppia di pezzi 5in/38 da 127 mm L/38, impiegabili sia contro bersagli navali che in funzione contraerea. La difesa di punto contro velivoli sulle distanze medio-brevi era garantita da un ricco arsenale di cannoni leggeri: diciannove cannoni Oerlikon da 20 mm L/70 su affusto singolo e otto cannoni Bofors da 40 mm L/56 in quattro impianti binati. Nel corso della vita operativa dell'unità, gli impianti Bofors furono riorganizzati in quattro installazioni quadrinate e sei binate, per un totale di ventotto bocche da fuoco da 40 mm. Anche i pezzi Oerlikon furono un poco aumentati e divennero ventuno.
Le unità della classe era ben corazzate. La cintura era spessa 127 mm e si assottigliava alle estremità a 83 mm; il ponte arrivava a 50 mm e le barbette misuravano 152 mm, mentre la torre di comando aveva pareti spesse 127 mm e il tetto 57 mm. Le torri dei cannoni principali avevano una corazzatura frontale da 165 mm, laterale e superiore spessa 76 mm e posteriore da 38 mm. Le paratie stagne, infine, erano protette da 127 mm d'acciaio.
L'incrociatore era manovrato da un equipaggio di 110 ufficiali e 1 140 tra sottufficiali e marinai e disponeva di due catapulte inchiavardate ai lati della poppa, destinate al lancio di quattro idrovolanti, recuperabili mediante un argano. Solo una fonte riporta che l'equipaggio conteggiava 1 285 membri.

## Servizio operativo

### Costruzione
La costruzione dell'incrociatore leggero Birmingham (seconda unità della United States Navy a portare questo nome) fu autorizzata il 3 luglio 1940. La chiglia fu impostata il 17 febbraio 1941 dalla ditta Newport News Shipbuilding al cantiere di Newport News in Virginia e lo scafo fu varato il 20 marzo 1942 nel corso di una cerimonia officiata dalla signora Cooper Green, moglie del presidente della Birmingham City Commission; il 29 gennaio 1943 la nave completata entrò ufficialmente in servizio presso il Norfolk Navy Yard, con il capitano di vascello John Wilkes come primo comandante. Ebbe l'indicativo di chiamata in alfabeto fonetico "November-Alpha-Whiskey-Juliet", valido per le comunicazioni radio.

### La seconda guerra mondiale

#### 1943

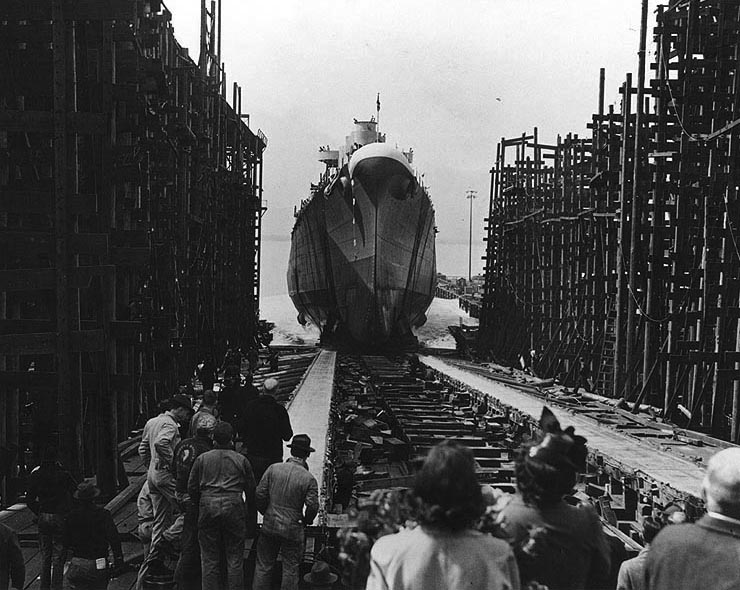
Il varo dell'incrociatore

Una volta aggiunte le ultime apparecchiature e raggiunto il pieno organico dell'equipaggio, il 20 febbraio il Birmingham iniziò la crociera di addestramento e messa a punto nella baia di Chesapeake, che vide esercitazioni di fuoco antiaereo, collaudo del tiro della batteria principale, pratica nel lancio e recupero degli idrovolanti di bordo. Il 19 marzo si ancorò quindi ad Annapolis (Maryland), dove una commissione di 180 tra civili e militari del personale del Ministero della marina lo ispezionarono. Il 3 aprile tornò a Norfolk dove per tre settimane fu sottoposto a riparazioni e aggiustamenti; quindi dal 23 continuò l'addestramento nella baia per quattro settimane, che incluse anche simulazioni di battaglie notturne, tiro contraereo di giorno e notte, rifornimento in mare. Dopo un ulteriore raddobbo a Norfolk nel tardo maggio 1943, il Birmingham fu destinato a operare sul fronte del Mediterraneo, dove era imminente lo sbarco in Sicilia: l'8 giugno salpò per unirsi alla flotta alleata sulle coste del Nordafrica. Il 22 giugno raggiunse Mers-el-Kébir in Algeria, dove fece scorta di munizioni e riempì i serbatoi; il 29 prese il mare assieme al Task group 86.1, che riuniva anche l'incrociatore leggero USS Brooklyn e i cacciatorpediniere USS Buck e USS Ludlow. All'alba del 9 luglio incontrarono il "gruppo d'identificazione spiaggia", che indicava il tratto di costa vicino a Licata da assaltare, e guidarono i quattro gruppi di LST incaricati dello sbarco nel settore; quando la metà degli LST fu in posizione e iniziò a rilasciare le imbarcazioni, il Birmingham si spostò nel settore orientale della zona assegnatagli e lanciò due aerei per localizzare le batterie italiane alle pendici del monte Desusino, che stavano bersagliando le spiagge: individuatele, iniziò un tiro nutrito ma disordinato a causa della nebbia; inoltre si verificarono casi di fuoco amico ai danni degli idrovolanti lanciati, provocati da problemi di radiocomunicazione con i gruppi aerei dipendenti dall'esercito: alle 07:15 fu infatti recuperato un velivolo colpito (danneggiato anche da un Messerschmitt Bf 109) e mezz'ora più tardi fu ripreso a bordo il secondo idrovolante, il cui mitragliere di coda era stato ferito dalla contraerea statunitense e poi ucciso durante una violenta manovra di disimpegno per sfuggire a due Bell P-39 Airacobra britannici, che l'avevano scambiato per un aereo nemico. Alle 09:18 il Birmingham cessò il fuoco, poiché i reparti sbarcati avevano iniziato a penetrare nell'entroterra. Nei successivi nove giorni percorse più volte la costa, rispondendo all'artiglieria italiana e coprendo le operazioni dei dragamine. Il 21 luglio l'incrociatore fece rotta su Biserta, dove si rifornì, quindi toccò nuovamente Mers-el-Kébir, che lasciò il 27 alla volta degli Stati Uniti: l'8 agosto gettò le ancore a Norfolk. Qui, l'11 agosto, il capitano Wilkes passò le insegne del comando al capitano di vascello Thomas Browning Inglis.
In dieci giorni l'incrociatore fu rimesso in piena efficienza e salpò quindi per il Mare Caraibico, da dove diresse verso ovest per passare il 22 agosto il canale di Panama: era infatti stato riassegnato alla Flotta del Pacifico, duramente impegnata contro l'Impero giapponese. Giunto il 5 settembre a Pearl Harbor, fu incluso nel Task group 15.1 e con numerose altre unità fornì scorta alle portaerei USS Lexington, USS Princeton e USS Belleau Wood, che l'11 settembre lanciarono una massiccia incursione sugli atolli di Makin e Tarawa (isole Gilbert). Concluso con successo il raid, la squadra fece ritorno a Pearl Harbor per il 23, fece rifornimento di carburante e munizioni e salpò il 29 per portare un attacco all'Isola di Wake. All'alba del 5 ottobre ebbe inizio il bombardamento aeronavale; il Birmingham lanciò due idrovolanti e si avvicinò all'isola, facendo fuoco con tutti i pezzi su postazioni d'artiglieria, fortificazioni, edifici e depositi. Uno degli idrovolanti fu attaccato da un solitario Mitsubishi A6M "Zero", ma fu colpito solo da due proiettili nella fusoliera e fu recuperato. Il 6 ottobre la formazione ripiegò su Pearl Harbor e, qui giunto l'11, l'incrociatore ebbe ordine di unirsi alle forze navali operanti nelle isole Salomone, dove stava per iniziare l'attacco a Bougainville: il 21 ottobre fece rotta per sud-ovest, arrivando a Espiritu Santo il 4 novembre, quindi il giorno successivo s'aggregò alla scorta di un convoglio di sei tra cargo e trasporti d'assalto, che dirigeva su Bougainville, dove la 3ª Divisione marine era sbarcata il 1º.

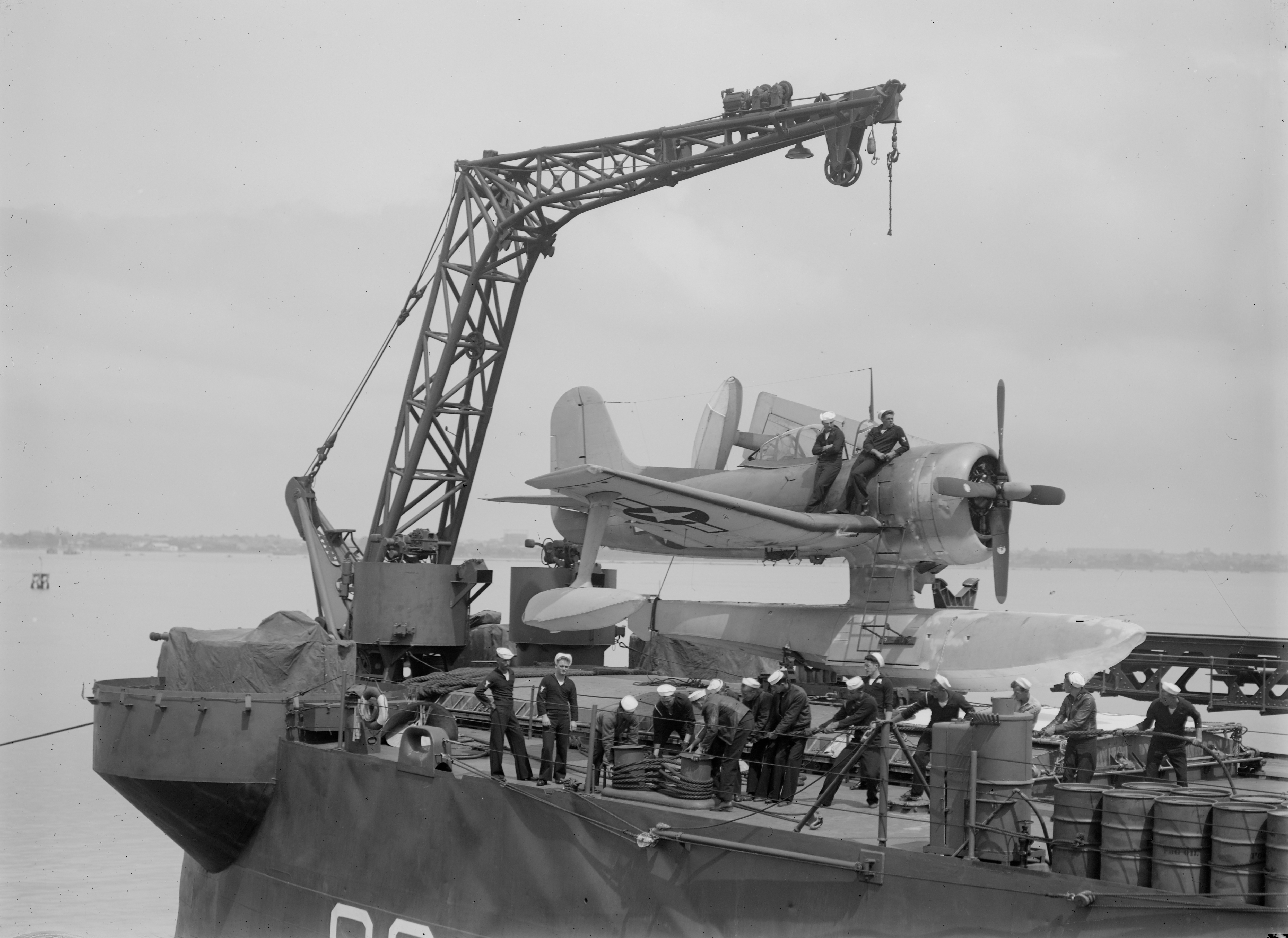
Un idrovolante Curtiss SC Seahawk sulla catapulta poppiera di tribordo del Birmingham

L'8 novembre le navi giunsero nella baia dell'imperatrice Augusta sulla costa ovest dell'isola e, assieme ad altri due incrociatori leggeri e alcuni cacciatorpediniere, il Birmingham si mise di pattuglia a sud-ovest dell'insenatura. Tra le 12:00 e le 18:00 i radar di bordo segnalarono tredici aerei giapponesi, di cui uno solo (un bombardiere bimotore Mitsubishi G4M "Betty") si mise a circuitare sul gruppo navale, senza attaccare. Il resto dei velivoli ne approfittò per cambiare direzione d'attacco e fu individuato quando era a circa una ventina di chilometri di distanza, sorprendendo le navi statunitensi; alle 19:11 il Birmingham e gli altri incrociatori aprirono il fuoco con i pezzi da 152 mm ma, nonostante la reazione, un bombardiere in picchiata Aichi D3A "Val" giunse molto basso dal babordo di poppa e sganciò la sua bomba, subito prima di essere abbattuto dai cannoni da 20 e 40 mm e piombare in acqua a circa 650 metri dalla nave. L'ordigno centrò la poppa sulla sinistra, aprendo uno squarcio di 4,50 metri e demolendo l'hangar degli idrovolanti. Subito dopo un siluro scoppiò a sinistra vicino alla prua, coprendo d'acqua e detriti il ponte: si aprì una falla di 9 metri, due serbatoi furono allagati, paratie e ponti inferiori nella zona dell'impatto subirono gravi danni. Sull'incrociatore si ebbero diversi minuti di disorganizzazione e confusione, mentre gli uomini cercavano di spegnere gli incendi e impedire che l'acqua invadesse l'interno; il Birmingham si era nel frattempo spostato e passò in prossimità di sei aerei nipponici che galleggiavano in fiamme, divenendo bersaglio di un secondo Val proprio quando l'allagamento era stato messo sotto controllo. Sgusciando tra la contraerea, il bombardiere superò un cacciatorpediniere, si gettò in picchiata sulla murata di sinistra e piazzò la bomba contro la torre numero 4, danneggiando gli affusti e le canne dei pezzi. Il velivolo passò sopra l'incrociatore e, colpito, si schiantò in mare dopo aver percorso meno di 100 metri. In totale, si ebbero due morti e 32 feriti, ma la nave era ancora capace di sviluppare 30 nodi di velocità e mantenne il proprio posto nella formazione, aiutando a sventare nel corso della serata altri attacchi aerei. L'equipaggio ingaggiò nove bersagli e abbatté due bombardieri G4M. Il mattino del 6 novembre il Task group lasciò le acque di Bougainville per le Salomone centrali. Da qui il Birmingham proseguì sino alle isole Florida, dove dal 10 le paratie danneggiate furono irrobustite. La squadra controllo danni dell'incrociatore, invece, costruì un passaggio scoperto tra il ponte e i compartimenti devastati di prua, una sistemazione che permetteva ancora all'acqua di entrare e liberava dalla pressione le paratie. Il 16 novembre l'unità salpò e sin da subito ci si avvide che, anche con poco beccheggio, l'acqua risaliva il passaggio e zampillava fuori come un geyser; il Birmingham fu perciò soprannominato Old Faithful, cioè "vecchio fedele". Dopo aver sostato brevemente a Espiritu Santo, giunse a Pearl Harbor il 1º dicembre, dove i danni allo scafo furono riparati. Il 18 partì per San Francisco e il 22 si fermò ai cantieri della marina di Mare Island, ricevendo un completo raddobbo durato sei settimane: ebbe sei nuovi cannoni da 152 mm e nuove catapulte.

#### Le operazioni nelle Marianne
Il 7 febbraio 1944, proprio mentre lasciava l'arsenale, entrò in collisione con la SS Manukai e registrò danni a prua, cosa che lo costrinse a un secondo giro di riparazioni e anche a un breve crociera di messa a punto. Il 18 febbraio salpò senza incidenti e il 23 raggiunse Pearl Harbor. Dopo numerose esercitazioni nelle acque dell'isola di Kahoolawe, il Birmingham lasciò le Hawaii il 5 marzo alla volta delle isole Ellice, che toccò il 10 marzo per rifornirsi, quindi riprese il viaggio e si fermò nella baia Purvis (in una delle isole Florida) il 14. Fu assegnato al Task group 53.1 e spese le successive quattro settimane in intensivi addestramenti in vista della prossima campagna nel Pacifico centrale: in particolare l'equipaggio s'impratichì nel bombardamento costiero al largo di Guadalcanal e nelle comunicazioni radio con i nuclei d'osservazione a terra. Il 20 maggio, dopo una prova di tiro costiero sull'isoletta di Gatuki vicino alla Nuova Georgia, il Birmingham accompagnato dai pari classe USS Cleveland, USS Montpelier e quattro cacciatorpediniere condusse una cosiddetta "missione d'addestramento incrociatori", che prevedeva di bombardare le posizioni giapponesi saltate delle isole Shortland. Il duello d'artiglieria con alcune batterie annidate sui monti fu proficuo. Seguì il 24 maggio una simulazione di sbarco su Guadalcanal e poi il Birmingham eseguì prove di sparo nel golfo di Kula, tra la Nuova Georgia e Kolombangara. Tornato alla baia Purvis il 3 giugno, furono registrati oltre 50 casi di dissenteria tra l'equipaggio e perciò l'incrociatore fu subito cosparso di insetticidi. Il 4 salpò per congiungersi alla grande Task force 58 del viceammiraglio Raymond Spruance, in procinto di attaccare le isole Marianne; nel viaggio si aggregò alla scorta di un convoglio di LST diretto a nord delle isole Marshall, lasciandolo l'8 giugno.

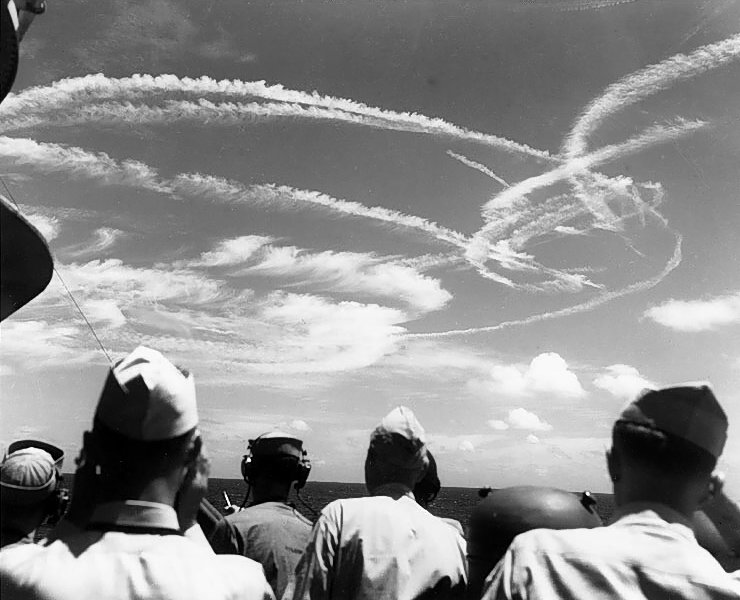
Ufficiali e marinai del Birmingham osservano le strisce di condensa lasciate dai duelli tra caccia, nel corso della battaglia del Mar delle Filippine

I casi di dissenteria erano nel frattempo aumentati e il 10 raggiunsero la quota di 244, ciononostante il Birmingham proseguì verso ovest e si aggregò al Task group 52.17; il 14 giugno si portò dinanzi all'isola di Saipan per coprire le operazioni preliminari condotte da squadre dell'UDT. Il mattino del 15 supportò con decine di altre navi da guerra lo sbarco sull'isola e fornì fuoco di appoggio nella zona della cittadina di Garapan, annientando una batteria contraerea e duellando con alcuni cannoni in postazioni scoperte. Non appena il tiro nipponico diminuì, il Birmingham si avvicinò sino a 2-3 chilometri dalla costa allo scopo di sostenere lo sbarco di un piccolo distaccamento UDT: alle 08:46, improvvisamente, pezzi giapponesi ripresero a sparare e diverse salve caddero a cavallo dello scafo (una granata scoppiò a meno di 20 metri dalla murata destra della prua); numerose schegge crivellarono le sovrastrutture e alcune antenne furono tranciate. Per le successive due ore l'incrociatore impegnò le batterie nipponiche, distraendole dal gruppo UDT a riva, sino a quando colpì un deposito di munizioni che saltò in aria fragorosamente; un secondo scoppio alle 10:30 segnò un sensibile calo del volume di fuoco nipponico. Alle 11:30 il Birmingham recuperò la squadra demolizioni e si portò al largo, dopo aver sparato 1 345 proietti da 152 mm e 1 172 da 127 mm. Nel pomeriggio sfilò lungo la costa allo scopo di attirare il fuoco delle batterie nipponiche che, entrate in azione, furono pesantemente bersagliate da un nugolo di aerei imbarcati; l'incrociatore non fu colpito. Il 16 giugno il Birmingham fornì fuoco di copertura alla spiaggia "verde" con i pezzi da 152 mm, 127 mm e 40 mm e, una volta assicurata la testa di ponte, inviò a terra un nucleo d'osservazione con radio che aiutò a dirigere il tiro con precisione su richiesta dei reparti. A sera fu riassegnato alla Task unit 52.2.1 e per i due giorni successivi fu impegnato in fuoco continuo e illuminazione bersagli della porzione meridionale di Saipan e anche di Tinian. Il 18 giugno, ricevuta comunicazione che la marina imperiale giapponese si avvicinava in forze alle Marianne, il Birmingham fece rifornimento completo e si unì in alto mare al Task group 58.3 (centrato su tre portaerei, compresa la USS Enterprise), che si portò a ovest di Saipan.
Il mattino del 19 giugno ebbe inizio la battaglia del Mare delle Filippine. Alle 11:55 la formazione del Birmingham, sino ad allora sfuggita agli aerei nipponici grazie alla vigile pattuglia delle CAP, fu attaccata da un gruppo di cinque aerosiluranti Nakajima B5N "Kate", tutti abbattuti dalla contraerea senza perdite. Il giorno successivo l'incrociatore accompagnò le portaerei nell'inseguimento della flotta giapponese in ritirata verso ovest e dette il proprio contributo nel facilitare l'appontaggio notturno dell'ultima ondata d'attacco, nonché al recupero degli aviatori dispersi in mare. Il 21 la battaglia si concluse con un'importante vittoria statunitense e l'affondamento di tre portaerei giapponesi, quindi la Task force 58 tornò alle Marianne. Il 26 giugno il Birmingham con tre cacciatorpediniere eseguì un pesante bombardamento di Tinian: la cittadina omonima fu gravemente devastata, cinque sampan in porto furono annientati e furono incendiati i vasti campi di canna da zucchero con appositi proietti al fosforo bianco; riempiti i depositi di munizioni, il 28 le navi tornarono sull'obiettivo e bersagliarono di nuovo Tinian, che ebbe il 75% degli edifici distrutti. Il 29 il Birmingham riprese la propria posizione dinanzi a Garapan, da dove fornì fuoco d'appoggio su richiesta; in particolare supportò l'avanzata costiera dei marine, bersagliando in un'occasione singoli carri armati nemici. Il 6 luglio l'incrociatore tornò nelle acque di Tinian, condusse un altro cannoneggiamento e a sera fu assegnato alla riserva della flotta, con la quale rimase sino al 21, quando si portò dinanzi all'isola di Guam e coprì lo sbarco delle prime ondate, segnalando come la reazione nemica fosse stata fiacca. Tornato il 23 a Saipan, si unì quasi subito alle forze navali destinate al bombardamento preparatorio di Tinian, nel corso del quale il Birmingham si avvicinò tanto alla costa da mitragliare postazioni nipponiche con i Bofors da 40 mm; appoggiò inoltre incursioni di squadre UDT. Il 25 luglio si verificò il riuscito sbarco e perciò il fuoco fu spostato nell'entroterra dove il 26, in una zona boscosa, il tiro dell'incrociatore fece 250 vittime tra i soldati giapponesi; il Birmingham rimase a operare al largo di Tinian sino al 1º agosto, quando la resistenza nipponica si fece sporadica. Dal 14 giugno aveva sparato 7 683 granate da 152 mm e 10 875 da 127 mm.

#### I raid nel Pacifico occidentale

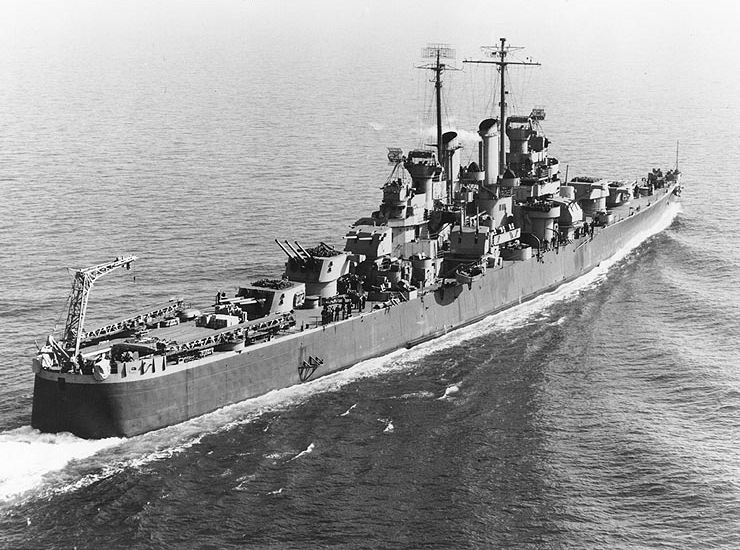
Il Birmingham in navigazione scorta le portaerei della Task force 58 nei raid preparatori alle operazioni contro le isole Palau e le Filippine

Il 7 agosto lasciò il settore delle Marianne per l'atollo Eniwetok, raggiunto l'11: seguirono tre settimane di rifornimento e revisioni, quindi il Birmingham si aggregò al Task group 38.5 (enucleato attorno alle portaerei USS Essex, USS Lexington, USS Langley) della Task force 38 dipendente dalla Terza Flotta dell'ammiraglio William Halsey. Il 3 settembre la formazione assunse rotta sud e si avvicinò alle isole Palau, che furono duramente colpite dal raid aeronavale statunitense il 6 e il 7; quindi il Birmingham e le altre unità si portarono al largo dell'isola di Mindanao nelle Filippine, allo scopo di annientare il potenziale aereo giapponese e confondere i comandi nipponici in vista dell'imminente sbarco su Peleliu nelle Palau. Il 9 settembre ebbero inizio le ondate aeree, che distrussero decine di velivoli nemici sulle piste; una di queste, al ritorno, segnalò la presenza di un convoglio di ventinove piccole navi al largo di punta Sanco, propaggine occidentale dell'isola. Il Birmingham, con il USS Santa Fe e quattro cacciatorpediniere, fu distaccato alle 09:53 e il gruppo diresse a tutta forza verso ovest; fu preceduto da alcuni aerei che danneggiarono o incendiarono diverse unità giapponesi, disgregando il convoglio. Alle 11:35 l'incrociatore individuò a vista due navi in fiamme e ricevette comunicazioni che le altre stavano cercando riparo tra le isolette vicino a Mindanao oppure stavano fuggendo verso sud; il Birmingham guidò le altre unità in direzione parallela alla costa, mantenendo una distanza di circa 1 800 metri, e nelle successive tre ore si consumò la caccia al convoglio giapponese, che fu completamente distrutto: l'incrociatore affondò tre cargo, un grosso sampan e una lancia. Riunitosi al TG 38.5, rimase a difesa delle portaerei nel corso del 12 settembre e un suo idrovolante recuperò un pilota il cui aereo, danneggiato, era caduto in mare; il 15 settembre la squadra statunitense ripiegò senza essere disturbata dalla pur attiva aviazione imperiale e si dedicò a bombardare le installazioni giapponesi nelle isole Caroline, quindi il 19 puntò a nord e il 21 i gruppi imbarcati attaccarono gli aeroporti su Luzon e nell'area di Manila. Il 24 si verificarono molteplici raid e duelli aerei su Negros, Panay e Cebu che costarono gravi perdite in navi e velivoli ai giapponesi. La formazione si ritirò a sera e il 27 giunse nel passaggio Kossol a nord delle Palau (una serie di affioramenti che formano un ancoraggio chiuso), ove fece rifornimento di carburante; il 2 ottobre il Birmingham l'abbandonò e salpò per l'atollo Ulithi, raggiunto il 2 ottobre: qui fu assegnato al Task group 38.3, che il 4 fece rotta per le isole Ryūkyū, oggetto di una pesante incursione per facilitare lo sbarco a Leyte nelle Filippine, schedulato per il 20 ottobre.
I velivoli delle quattro portaerei schierate decollarono il 10 ottobre e lasciarono le isole completamente devastate; quindi le operazioni si spostarono sulla porzione settentrionale di Luzon e il 12 il TG 38.3 arrivò dinanzi all'Isola di Formosa: l'area fu teatro di una vasta e prolungata battaglia tra la squadra statunitense e le ingenti forze aeree nipponiche, che il 13 riuscirono a danneggiare gravemente l'incrociatore pesante USS Canberra, in cui aiuto fu distaccato il USS Wichita che lo prese a rimorchio; quindi alle 19:46 il Birmingham, altri incrociatori e alcuni cacciatorpediniere formarono un cerchio difensivo e tutte le navi procedettero per sud-est a 5 nodi. Il mattino del 15 settembre il rimorchiatore Munsee subentrò nel traino della nave danneggiata e il Birmingham tornò verso nord per soccorrere l'incrociatore leggero USS Houston che, centrato dagli aerei nipponici, era trainato dall'incrociatore pesante USS Boston; alle 09:50 si congiunse con le due unità, aiutò a respingere un attacco aereo e quindi le accompagnò a bassa velocità con rotta sud-est. Il mattino del 16 il rimorchiatore Pawnee assicurò un cavo allo Houston, ma il viaggio fu complicato da diverse incursioni giapponesi, iniziate intorno alle 13:30 e che riuscirono a penetrare lo schermo di pattuglie di caccia; un aerosilurante Nakajima B6N "Jill", subito prima di essere abbattuto dalla contraerea del Birmingham, piazzò il proprio ordigno sul già devastato Houston, che rimase tuttavia a galla. Un secondo Jill fu distrutto dall'incrociatore mentre si stava portando all'attacco del Santa Fe. Nel tardo pomeriggio del 17 ottobre il Birmingham lasciò il lento convoglio e procedette ad alta velocità sulla stessa rotta, si riunì al TG 38.3, fece rifornimento alla petroliera Tappahannock e affiancò le portaerei, poste in riserva per appoggiare lo sbarco su Leyte, avvenuto il 20 ottobre.

#### Le Filippine e Iwo Jima
Dal 21 ottobre in poi le portaerei statunitensi lanciarono numerosi attacchi e ricognizioni a largo raggio, che individuarono una parte delle forze navali giapponesi accorse per sventare l'invasione e che provocarono una decisa reazione aerea delle squadriglie basate a Luzon; gruppi di velivoli nipponici, sfruttando le nuvole basse, riuscirono il 24 ottobre a sorprendere il TG 38.3 e, alle 09:30, un bombardiere in picchiata Yokosuka D4Y "Judy" colpì la portaerei leggera USS Princeton: l'ordigno perforò il ponte non corazzato tra i due elevatori e scoppiò nell'hangar sottostante. Si sviluppò subito un furioso incendio e si verificarono altre esplosioni, mentre la portaerei usciva di formazione assistita dal Birmingham, dallo USS Reno e da tre cacciatorpediniere. Questi ultimi non riuscirono, a causa del mare mosso, a eseguire le delicate manovre per accostarsi e tentare di spegnere le fiamme con gli idranti; furono anzi scaraventati contro lo scafo della portaerei e riportarono danni. Subentrò perciò il Birmingham e in pochi minuti quattordici manichette e trentotto uomini della squadra controllo danni furono trasferiti sulla Princeton: uno dei due maggiori roghi fu estinto e si ritenne che ormai la portaerei fosse salvabile. Nel primo pomeriggio giunsero però comunicazioni che diversi aerei giapponesi avevano passato lo schermo delle pattuglie caccia; in contemporanea, il capitano Inglis fu avvertito da un cacciatorpediniere di un contatto sonar ad appena 1.800 metri dalla sua nave: egli fece perciò ritirare le manichette e si allontanò dalla Princeton per avere spazio di manovra. Tuttavia, l'allarme sommergibili si dimostrò falso e apparve un solo apparecchio nipponico, che per altro sparì poco dopo senza attaccare; il Birmingham si riportò di fianco alla fumigante portaerei ma alle 15:22, quando la manovra era stata appena completata, un focolare raggiunse il deposito di munizioni di poppa. La violenta esplosione annientò completamente la poppa della Princeton e strappò una larga sezione del ponte posteriore, mentre l'incrociatore fu investito sull'intero lato di dritta da una pioggia di grossi detriti e schegge; l'equipaggio contò 233 morti sul colpo, oltre a 211 feriti gravi e 215 lievi, il ponte fu cosparso di sangue e fu necessario spargervi notevoli quantità di sabbia per non scivolare. Coloro che rimasero illesi dovettero intervenire per spegnere alcuni principi d'incendio sulle sovrastrutture e prestare i primi soccorsi ai feriti. Il Birmingham si allontanò verso est e, vista la gravità della sua situazione, tornò negli Stati Uniti per le indispensabili riparazioni. Il comando dell'incrociatore fu preso ad interim dal capitano di fregata Winston Estes Pilcher Folk.
Raggiunti i cantieri della marina a Mare Island in California all'inizio di novembre, fu subito oggetto di vaste riparazioni e ne fu autorizzata la conversione in nave ammiraglia: il raddobbo riguardò l'implementazione di nuove eliche, nuove macchine motrici, il cambio di tutte le anime dei cannoni da 152 mm e 127 mm e l'aggiunta di sei ulteriori impianti Bofors da 40 mm (due quadrinati e quattro binati). Il 21 novembre, inoltre, Folk cedette il comando al capitano di vascello Harry Douglas Power. I lavori furono completati il 17 gennaio 1945 e il Birmingham tornò in mare alcuni giorni dinanzi a San Francisco per mettere a punto le nuove attrezzature ed eseguire alcune prove; quindi prese rotta sud e il 24 si fermò a San Diego, dove per una settimana si esercitò in tiro contraereo, lancio e recupero di idrovolanti, comunicazioni radio. Il 4 febbraio puntò a ovest per riprendere parte ai combattimenti: toccò Pearl Harbor e il 25 arrivò a Saipan, dove fece rifornimento. Proseguì il giorno successivo con rotta nord, poiché era stato assegnato all'imponente Quinta Flotta, impegnata nella battaglia di Iwo Jima iniziata il 19 febbraio con lo sbarco di tre divisioni marine. Il Birmingham arrivò il 28 febbraio e fu subito aggregato all'Amphibious Support Force del contrammiraglio William Blandy, ponendosi presso la punta meridionale dell'isola. Il 1º marzo, in appoggio alle truppe a terra, distrusse una casamatta, una piazzola protetta per cannoni da 127 mm e un piccolo apparato lanciarazzi fisso; il 3 marzo supportò la lenta progressione statunitense lungo la costa orientale, mentre il 4 si avvicinò a circa 2 chilometri dalla riva e prese sotto diretto fuoco numerose caverne fortificate. Il 5 marzo il Birmimgham fu rimpiazzato dall'incrociatore pesante USS Salt Lake City e navigò verso Ulithi, dove si fermò l'8: qui riempì i serbatoi, i depositi e caricò provviste, mentre sull'atollo convergevano imponenti forze navali (compresa, il 20 marzo, una squadra della Royal Navy) destinate a investire l'isola di Okinawa.

#### Okinawa e gli ultimi mesi di guerra
Il 21 marzo le varie formazioni lasciarono l'ancoraggio e fecero rotta per nord-ovest. Il Birmingham si unì a quattro cacciatorpediniere durante il viaggio e il 25 arrivò al largo di Okinawa, bombardando nella mattinata una postazione radar giapponese; il resto del giorno fu speso nella protezione dei dragamine. Il 26 marzo l'unità affiancò le corazzate USS Tennessee, USS Nevada, l'incrociatore pesante Wichita, quello leggero USS St. Louis e diversi cacciatorpediniere in un pesante bombardamento della costa occidentale dell'isola, che fu ritardato alle 13:45 per evitare l'attacco di un sommergibile: il tiro si concentrò nella zona dell'aeroporto di Machinato, ma fu diretto anche contro numerosi sampan e postazioni giapponesi sulla costa. Tutti gli addetti ai pezzi da 20 mm e 40 mm del Birmingham, nell'occasione, furono armati con fucili mitragliatori BAR allo scopo di eliminare barchini (shinyo) o sommozzatori suicidi (fukuryū) giapponesi che avessero tentato d'avvicinarsi. Il 27 marzo si verificò un importante attacco aereo e diversi velivoli giapponesi riuscirono a raggiungere le navi che incrociavano al largo di Okinawa: gli uomini del Birmingham assistettero alla picchiata di un kamikaze sulla Nevada, che ebbe undici morti. Il giorno seguente l'incrociatore si spostò in un altro settore e bombardò bunker, casematte e ridotte nemiche, compito reso difficoltoso dalla presenza di mine marittime e dal fatto che i giapponesi, nottetempo, sostituivano quelle rimosse; un dragamine saltò infatti in aria non lontano dal Birmingham, che in giornata ricevette comunicazione che oltre sessanta ordigni infestavano le acque dell'isola. Il 29 marzo coprì lo sbarco di squadre UDT e il 1º aprile, esattamente alle ore 06:08, si unì allo spaventoso bombardamento pre-sbarco; fu tuttavia sorpreso da un solitario bombardiere Val, danneggiato appena in tempo da una granata da 127 mm e dal fuoco dei pezzi contraerei leggeri che gli tranciarono un'ala. Il bombardiere precipitò in fiamme ad appena 45 metri dal lato di babordo di prua. Il resto della giornata fu impegnato nel supporto alle truppe sbarcate sulla costa occidentale mediante gruppi d'osservazione portati a terra, compito che si prolungò per altri cinque giorni.
Il 6 aprile, poco dopo che il Birmingham si era ancorato nel settore dell'area trasporti, si verificò un massiccio attacco kamikaze che, alle 15:21, coinvolse le decine di navi al largo di Okinawa; gli artiglieri dell'incrociatore abbatterono alle 16:00 un Val e nei minuti seguenti contribuirono alla distruzione di tre bombardieri Judy. Il 7 aprile fu aggregato a una task froce frettolosamente istituita per contrastare una disperata sortita della 2ª Flotta della marina imperiale, rintuzzata in ultimo da poco meno di 400 aerei imbarcati che affondarono la corazzata Yamato e altre cinque unità. Al mattino dell'8 aprile, perciò, riprese la propria posizione dinanzi a Okinawa e il 12 aprile rimase coinvolto in un altro grande attacco kamikaze, abbattendo un aeroplano a 3.200 metri dal lato di babordo di prua. Esaurita l'incursione, il Birmingham fu ridislocato al largo dell'isola Ie Shima, che bombardò per tre giorni consecutivi in preparazione dello sbarco di alcuni reparti, avvenuto il 16 aprile senza particolari difficoltà. Dopo aver ripianato le scorte di munizioni nella base organizzata alle isole Kerama, si spostò di nuovo nel sud di Okinawa, parte di un vasto complesso di navi da guerra riunito allo scopo di appoggiare una decisa offensiva del XXIV Corpo d'armata: rimase in azione sino al 22, bersagliando obiettivi soprattutto nella zona di Naha, quindi si portò alle Kerama per un secondo rifornimento di granate e tornò a bombardare l'aeroporto di Naha per i successivi due giorni. Il 27 aprile doppiò il capo meridionale dell'isola e si fermò nella vasta baia Nakagusuku e prese sotto tiro le grotte naturali e gli anfratti che punteggiavano la scogliera, nel tentativo di distruggere il maggior numero possibile di barchini suicidi che si sapeva essere nascosti lì; alcuni idrovolanti diressero il fuoco anche su obiettivi nell'entroterra. Il 1º maggio il Birmingham tornò all'ancoraggio di Hagushi (dinanzi alle spiagge dello sbarco) e per i successivi tre giorni operò in supporto alle divisioni statunitensi, effettuando anche tiri di disturbo sull'aeroporto di Naha per interdirne l'uso ai giapponesi. Il mattino presto del 4 maggio si diffuse l'allarme riguardo a una massiccia formazione aerea giapponese proveniente da nord e, alle 08:05, i radar cominciarono a segnalare singoli aerei nipponici, sfuggiti allo schermo di pattuglie caccia. Alle 08:40 un Nakajima Ki-43 "Oscar", dalla quota di 3.600 metri, individuò il Birmingham e iniziò una picchiata verticale, evitando così di essere impegnato dai cannoni di grande calibro, incapaci di un alzo elevato; solo i pezzi Oerlikon da 20 mm aprirono il fuoco. Il kamikaze non deviò dalla rotta, si schiantò sul ponte, perforò lo scafo e i rottami uscirono dalla murata di babordo sotto la linea di galleggiamento, dove si produsse una falla di 1,50 metri: lo scoppio fu tale che il ponte di coperta, il secondo e il terzo furono severamente danneggiati, le paratie stagne furono accartocciate e tre depositi di munizioni, quattro compartimenti dei quartieri abitativi e l'armeria furono allagate. Gli incendi sprigionatisi furono spenti entro le 09:14 e, un'ora più tardi, i casi gravi tra gli 82 feriti erano stati trasferiti a bordo della nave ospedale Mercy con l'ausilio di alcuni LCVP e LCI; il Birmingham si ancorò quindi a fianco della nave officina Shackle e, dopo le 12:00, iniziarono alcune riparazioni provvisorie, interventi di rafforzamento alle paratie stagne e pompaggio fuoribordo dell'acqua.
Il 5 maggio l'incrociatore lasciò Okinawa, il 10 raggiunse Apra Harbor a Guam e l'equipaggio si dedicò a scaricare le munizioni bagnate, ormai inutilizzabili. Il 13 fu subito messo in un bacino di carenaggio galleggiante e le squadre di riparazione, nel corso dei lavori, rinvennero alcuni altri corpi dopo aver drenato gli ultimi locali, portando il totale di morti a 52. Il Birmingham lasciò Guam il 21 alla volta di Pearl Harbor, raggiunta il 28: qui, dal 6 giugno, fu sottoposto a un raddobbo completo e alcune modifiche, processo durato sei settimane. Dal 22 luglio, tornato operativo, attese a esercitazioni e addestramento al largo delle Hawaii; il 9 agosto passò al comando del capitano di vascello Richard Harold Cruzen e il 12 agosto fu aggregato al Task group 12.3 col quale fece rotta sull'atollo Eniwetok, dove fece rifornimento il 19. La squadra gettò infine le ancore nella baia Buckner, a Okinawa, il 26 agosto; nel frattempo, il 15 agosto, l'Impero giapponese si era arreso agli Alleati, segnando la fine della seconda guerra mondiale.

### Fine del servizio, riserva e rottamazione
Il Birmingham ricevette ordine di raggiungere l'isola di Kyūshū il 7 settembre ma l'11, mentre si trovava in viaggio, gli fu comunicato di invertire la rotta poiché riassegnato alla Settima Flotta dell'ammiraglio Thomas Kinkaid, operante sull'ex-fronte del Pacifico sud-occidentale. Il 14 sostò a Leyte per rifornimento e il 23 si fermò a Brisbane, in Australia, dove issò al pennone le insegne del contrammiraglio Clifford van Hook, comandante della Task force 91; divenne inoltre ammiraglia delle forze navali statunitensi in Australia e, nei successivi cinque mesi, prestò servizio tra i porti di Brisbane, Sydney e Melbourne. Il 22 marzo 1946 tornò in patria, fermandosi a San Francisco e il 2 aprile si presentò al comandante della Diciannovesima Flotta a San Diego, che procedette alla sua disattivazione. Passato il 10 ottobre al comando del capitano di fregata William Andrew Hunt, jr., il 16 ottobre il Birmingham fu reintegrato in servizio in seno alla Flotta di riserva basata a San Diego, ma già il 2 gennaio 1947 fu rilevato dal servizio attivo e posto nella riserva strategica della marina. Il 1º marzo 1959 fu rimosso dalla lista delle navi e il 13 ottobre 1959 fu venduto alla National Metals and Steel Corp. per la rottamazione.

## Riconoscimenti
L'incrociatore leggero Birmingham guadagnò nove Battle Star per il servizio reso nel corso della seconda guerra mondiale.